# Rosnay (Marne)
Pour les articles homonymes, voir Rosnay.
Rosnay [ʁonɛ] est une commune française située dans le département de la Marne, en région Grand Est.

## Géographie

### Localisation
Rosnay se trouve au nord-ouest du département de la Marne, en région Grand Est. La commune appartient à la région agricole du Tardenois.
Par la route, Rosnay se situe à 61 km de Châlons-en-Champagne, préfecture du département, à 14 km de Reims, sous-préfecture, et à 17 km de Fismes, bureau centralisateur du canton de Fismes-Montagne de Reims dont dépend Rosnay depuis 2015. La commune fait en outre partie du bassin de vie de Reims.
Rosnay est limitrophe de 7 communes :
| Courcelles-Sapicourt | Muizon   |        |
| Savigny-sur-Ardres   | Rosnay   | Gueux  |
| Treslon              | Germigny | Janvry |

### Géologie et relief
La superficie de la commune est de 554 hectares ; son altitude varie entre 82 et 204 mètres. Le bourg est situé à l'altitude de 132 mètres.
La commune est établie sur une éminence, elle offre une vue sur la vallée de la Vesle et la plaine de Champagne.

### Hydrographie
La commune est dans la région hydrographique « la Seine du confluent de l'Oise (inclus) à l'embouchure » au sein du bassin Seine-Normandie. Elle n'est drainée par aucun cours d'eau,.

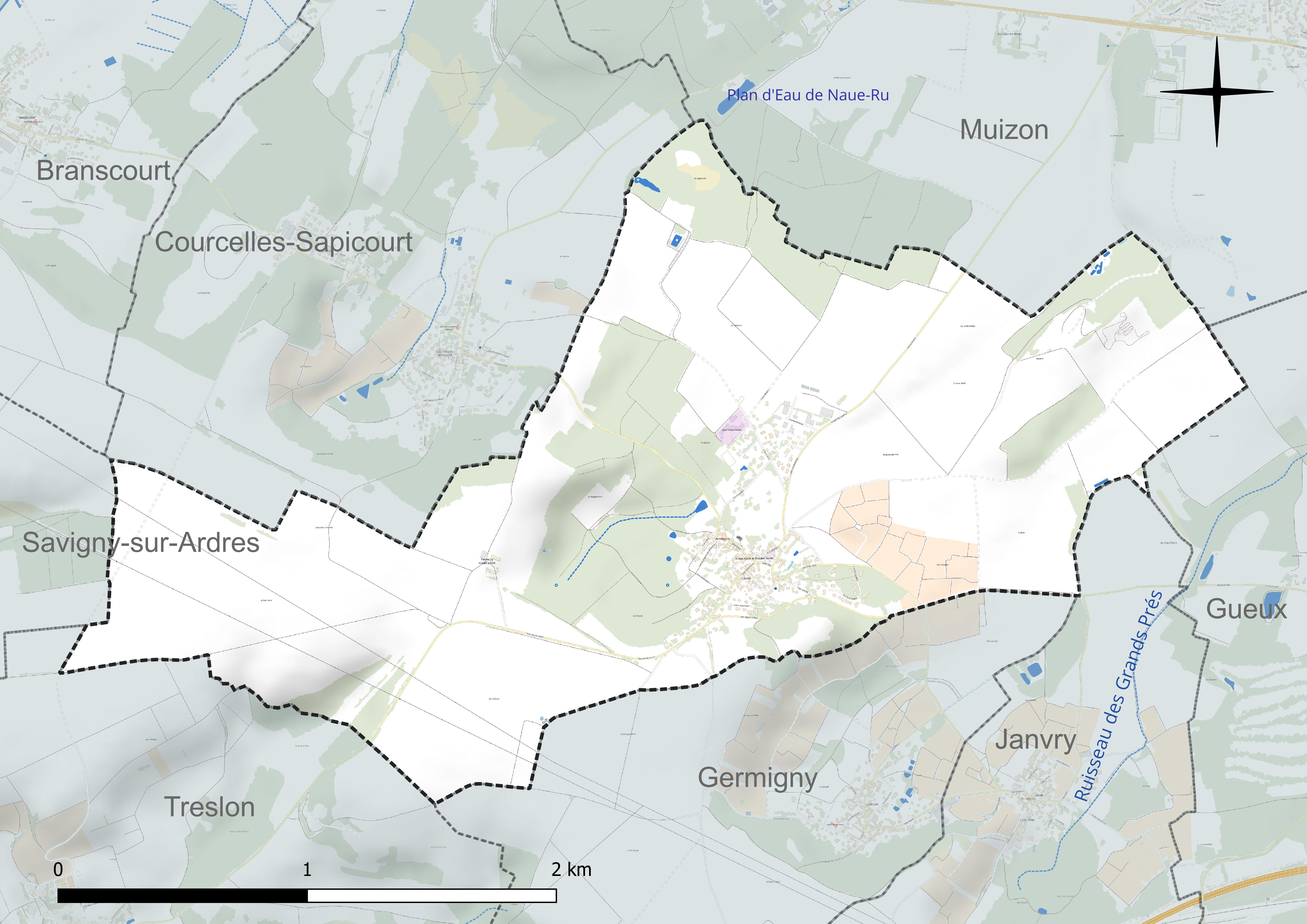
Réseau hydrographique de Rosnay.

### Climat
Pour des articles plus généraux, voir Climat du Grand Est et Climat de la Marne.
En 2010, le climat de la commune est de type climat océanique dégradé des plaines du Centre et du Nord, selon une étude du Centre national de la recherche scientifique s'appuyant sur une série de données couvrant la période 1971-2000. En 2020, Météo-France publie une typologie des climats de la France métropolitaine dans laquelle la commune est exposée à un climat océanique altéré et est dans la région climatique  Nord-est du bassin Parisien, caractérisée par un ensoleillement médiocre, une pluviométrie moyenne régulièrement répartie au cours de l’année et un hiver froid (3 °C). 
Pour la période 1971-2000, la température annuelle moyenne est de 10,5 °C, avec une amplitude thermique annuelle de 15,9 °C. Le cumul annuel moyen de précipitations est de 765 mm, avec 12,3 jours de précipitations en janvier et 8 jours en juillet. Pour la période 1991-2020, la température moyenne annuelle observée sur la station météorologique de Météo-France la plus proche, « Chambrecy-Civc », sur la commune de Chambrecy à 8 km à vol d'oiseau, est de 10,7 °C et le cumul annuel moyen de précipitations est de 734,0 mm. 
La température maximale relevée sur cette station est de 40,3 °C, atteinte le 25 juillet 2019 ; la température minimale est de −22,1 °C, atteinte le 17 janvier 1985,,. 
Les paramètres climatiques de la commune ont été estimés pour le milieu du siècle (2041-2070) selon différents scénarios d'émission de gaz à effet de serre à partir des nouvelles projections climatiques de référence DRIAS-2020. Ils sont consultables sur un site dédié publié par Météo-France en novembre 2022.

## Urbanisme

### Typologie
Au 1er janvier 2024, Rosnay est catégorisée commune rurale à habitat dispersé, selon la nouvelle grille communale de densité à sept niveaux définie par l'Insee en 2022.
Elle est située hors unité urbaine. Par ailleurs la commune fait partie de l'aire d'attraction de Reims, dont elle est une commune de la couronne,. Cette aire, qui regroupe 294 communes, est catégorisée dans les aires de 200 000 à moins de 700 000 habitants,.

### Occupation des sols
L'occupation des sols de la commune, telle qu'elle ressort de la base de données européenne d’occupation biophysique des sols Corine Land Cover (CLC), est marquée par l'importance des territoires agricoles (73,8 % en 2018), en diminution par rapport à 1990 (80,5 %). La répartition détaillée en 2018 est la suivante : 
terres arables (63,8 %), forêts (18,7 %), zones urbanisées (7,4 %), zones agricoles hétérogènes (7,4 %), cultures permanentes (2,6 %). L'évolution de l’occupation des sols de la commune et de ses infrastructures peut être observée sur les différentes représentations cartographiques du territoire : la carte de Cassini (XVIIIe siècle), la carte d'état-major (1820-1866) et les cartes ou photos aériennes de l'IGN pour la période actuelle (1950 à aujourd'hui).

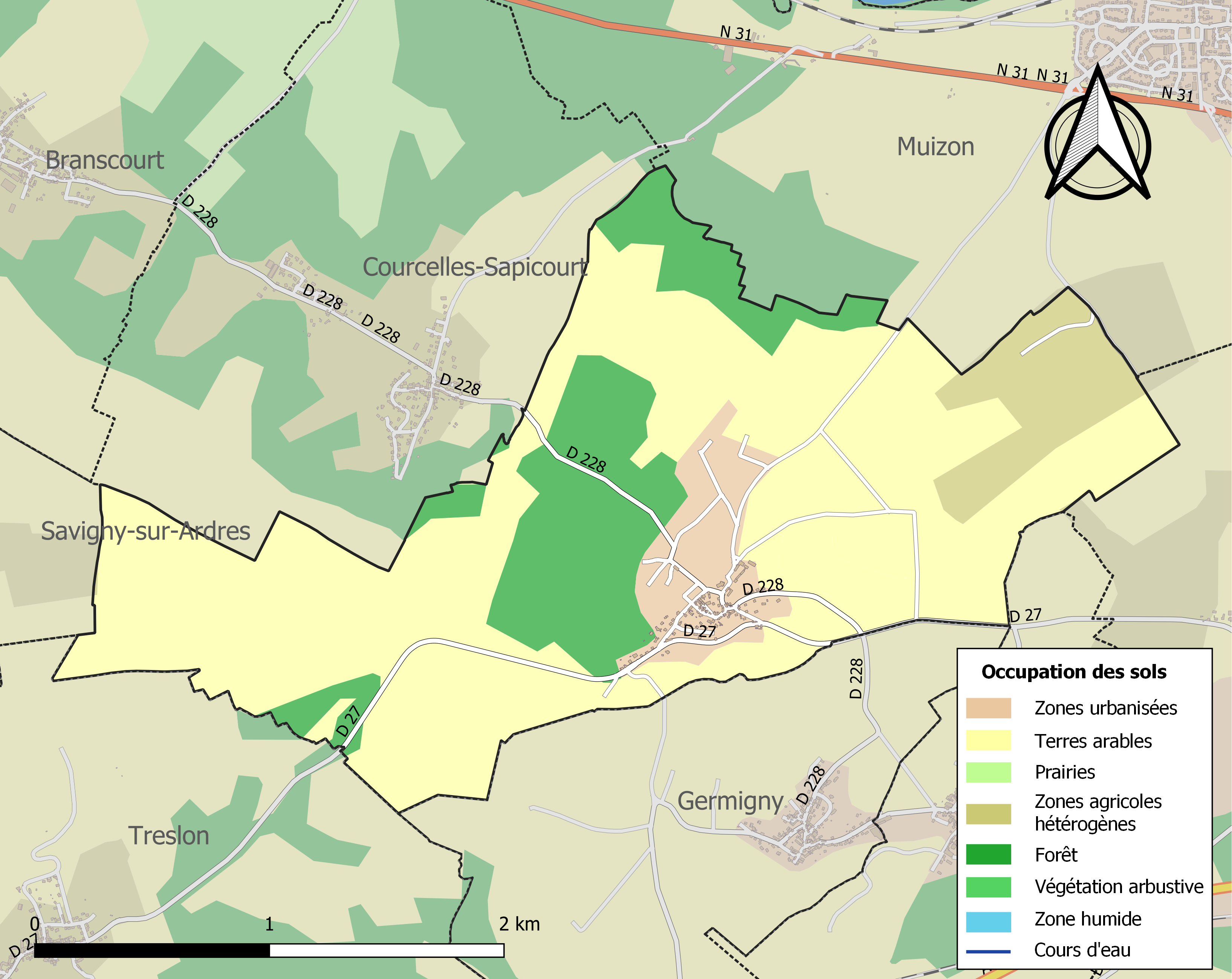
Carte des infrastructures et de l'occupation des sols de la commune en 2018 (CLC).

### Voies de communication et transports

#### Voies routières
La commune de Rosnay compte deux routes départementales sur son territoire. La route D 27, route principale d'accès à la commune et la D 228, qui la traverse dans son bourg.

#### Voies ferroviaires
Aucune voie ferroviaire traverse la commune de Rosnay. La gare la plus proche est celle de Champagne-Ardenne TGV, sur Bezannes, à une quinzaine de kilomètres.

## Toponymie
Le village a été connu sous les vocables de Rodenaium vers 1000 puis Ronnaium, Ronnayo ou Ronascum au XIIIe siècle, ensuite Ronniez, Ronnay ou Ronay-les-Reims avant que l'orthographe ne soit unique sous la forme actuelle depuis 1789.

## Histoire

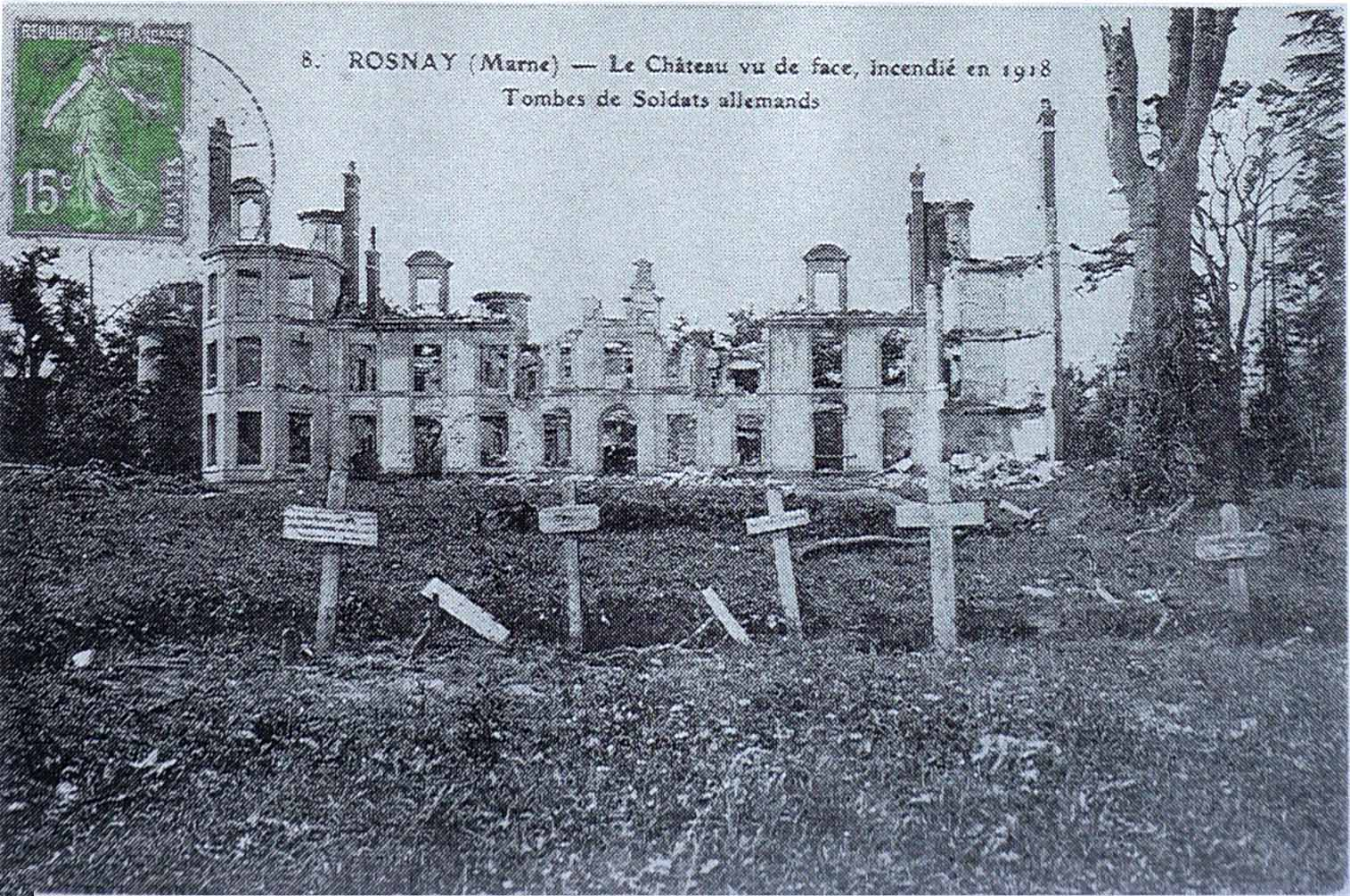
Vue du Vieux château à la sortie de la Première Guerre mondiale.

Les plus anciennes traces d'habitation ont été exhumés lors de fouilles de 1882 et 1901, elles ont mis au jour des objets et un cimetière mérovingien à Rosnay.
En 1814, des Cosaques furent pris à partie par les habitants en armes près du bois de Vignereux le 10 mars. Claude Martinet et Nicolas Laplace, vignerons, décédèrent à la suite de cette journée. Des Cosaques furent enterrés au cimetière municipal. En représailles, le général Saint-Priest envoyait 2 000 Prussiens occuper le village, lors de la bataille de Reims (1814) ces unités de Prussiens furent surprises puis capturées par la cavalerie de Marmont.
En 1870 se réunissait à Rosnay le troisième bataillon des Gardes mobiles de la Marne sous le commandement de Charles René Marie Duhamel. Ses 1500 hommes avaient, le 19 juillet un fusil pour eux tous, reçurent leur équipement début août. Ils vont à Soissons, Creil Amiens, Abbeville et Chantilly le 25 septembre. En route, 150 d'entre eux s'incorporèrent à l'armée de Louis Faidherbe. En février 1871, ils étaient à Lille d'où ils passèrent à Folkestone par le France  et le Finistère. De retour en France, ils sont à Cherbourg, le 24 mars, ayant refusé de prendre les armes contre la Commune, ils repartirent vers Reims par Mantes et Rouen.
Un bureau téléphonique est ouvert en mairie le 1er janvier 1908.
Un important terrain d'aviation fut implanté sur le terrain du village. La ferme du château haut accueillait une piste de 250 m sur 3 m de largeur, elle était empierrée. Si début 1915, il y avait surtout des cerf-volant et saucisses d'observation, il eut rapidement courant 1915 la MS 12 devenant N 12 - la toute première escadrille de chasse -, la V 24 escadrille d'armée et la C 53 escadrille du Premier corps d'armée. Les aviateurs étaient installés au château de Rosnay et des pilotes comme Jean Navarre, Pelletier-Doisy, René Chambe y avaient leurs quartiers. En 1917, la SAL 61 qui devint la SOP 61 soutenue par la SOP 105. Avec l'opération Michael de 1918, les Allemands reprennent Rosnay et laissent un village détruit à 80 % alors que les dégâts précédents étaient bien plus faibles. À l'issue de la Première Guerre mondiale, la ville reçoit la Croix de guerre 1914-1918 le 30 mai 1921. Le paiement des dommages de guerre permet à la municipalité de se raccorder à l'électricité en 1924.

## Politique et administration

### Situation administrative
La commune fait partie du canton de Ville-et-Tardenois et de l'arrondissement de Reims. Rosnay fait en outre partie de la communauté de communes Champagne Vesle.

### Administration municipale
Le nombre d'habitants au dernier recensement étant compris entre 100 et 499, le nombre de membres du conseil municipal est de 11.

### Liste des maires
| Période                                  | Période  | Identité         | Étiquette | Qualité                           |
| ---------------------------------------- | -------- | ---------------- | --------- | --------------------------------- |
| Les données manquantes sont à compléter. |          |                  |           |                                   |
| 17 novembre 1944                         |          | Henry Liance     |           | Notaire                           |
| 1989                                     | 2001     | Guy Muzard       | DVG       | Retraité de l'Éducation Nationale |
| 2001                                     | 2011     | Jean Pouget      |           |                                   |
| 2011                                     | 2020     | Claudine Normand |           |                                   |
| Avril 2020                               | En cours | Nicolas Carnoye  |           |                                   |

### Politique environnementales
Rosnay a obtenu le niveau « 2 fleurs » au concours des villes et villages fleuris, grâce à sa politique d'embellissement floral.

### Jumelages
Au 27 juillet 2014, Rosnay n'est jumelée avec aucune commune.

## Population et société

### Démographie
Les habitants de Rosnay sont appelés les Rosnaysiens.

L'évolution du nombre d'habitants est connue à travers les recensements de la population effectués dans la commune depuis 1793. Pour les communes de moins de 10 000 habitants, une enquête de recensement portant sur toute la population est réalisée tous les cinq ans, les populations de référence des années intermédiaires étant quant à elles estimées par interpolation ou extrapolation. Pour la commune, le premier recensement exhaustif entrant dans le cadre du nouveau dispositif a été réalisé en 2007.

En 2022, la commune comptait 403 habitants, en évolution de +16,47 % par rapport à 2016 (Marne : −1,19 %, France hors Mayotte : +2,11 %).
| 1793 | 1800 | 1806 | 1821 | 1831 | 1836 | 1841 | 1846 | 1851 |
| ---- | ---- | ---- | ---- | ---- | ---- | ---- | ---- | ---- |
| 465  | 328  | 375  | 362  | 415  | 430  | 414  | 380  | 370  |

| 1856 | 1861 | 1866 | 1872 | 1876 | 1881 | 1886 | 1891 | 1896 |
| ---- | ---- | ---- | ---- | ---- | ---- | ---- | ---- | ---- |
| 365  | 341  | 350  | 318  | 333  | 305  | 302  | 275  | 285  |

| 1901 | 1906 | 1911 | 1921 | 1926 | 1931 | 1936 | 1946 | 1954 |
| ---- | ---- | ---- | ---- | ---- | ---- | ---- | ---- | ---- |
| 270  | 250  | 215  | 197  | 183  | 175  | 152  | 175  | 136  |

| 1962 | 1968 | 1975 | 1982 | 1990 | 1999 | 2006 | 2007 | 2012 |
| ---- | ---- | ---- | ---- | ---- | ---- | ---- | ---- | ---- |
| 175  | 197  | 200  | 265  | 261  | 275  | 290  | 292  | 321  |

| 2017 | 2022 | - | - | - | - | - | - | - |
| ---- | ---- | - | - | - | - | - | - | - |
| 354  | 403  | - | - | - | - | - | - | - |

### Enseignement
La commune est située dans l'académie de Reims, dans la zone B du calendrier scolaire. La commune possède une école publique maternelle et élémentaire qui accueille environ 140 élèves. Une restauration scolaire est assurée.

### Santé
Le médecin généraliste le plus proche est situé à Gueux (environ 4 km de la commune). Il faut rejoindre Reims pour avoir accès aux hôpitaux et cliniques les plus proches.

### Cultes
Le territoire de la commune dépend de la paroisse « entre Vesle et Ardre » au sein de l'archidiocèse de Reims ; cette paroisse comprend dix lieux de culte dont l'église Notre-Dame à Rosnay.

## Économie

### Revenus de la population et fiscalité
En 2011, le revenu fiscal médian par ménage était de 50 013 €, ce qui plaçait Rosnay au 424e rang parmi les 31 886 communes de plus de 49 ménages en métropole.
En 2011, 79 % des foyers fiscaux de Rosnay étaient imposables.

### Emploi
Chiffres-clés de l'emploi à Rosnay et évolution sur les cinq dernières années :
|                               | Rosnay 2011 | Rosnay 2006 | évolution |
| ----------------------------- | ----------- | ----------- | --------- |
| Population de 15 à 64 ans     | 215         | 204         | + 5,4 %   |
| Actifs (en %)                 | 73,4        | 69,3        | + 5,9 %   |
| dont :                        |             |             |           |
| Actifs ayant un emploi (en %) | 68,9        | 66,8        | + 3,1 %   |
| Chômeurs (en %)               | 4,5         | 2,4         | + 87,5 %  |

|                                      | Rosnay 2011 | Rosnay 2006 | évolution |
| ------------------------------------ | ----------- | ----------- | --------- |
| Nombre d'emplois dans la zone        | 45          | 99          | - 54,5 %  |
| Indicateur de concentration d'emploi | 30,6        | 72,7        | - 57,2 %  |

En 2011, les actifs résidant à Rosnay travaillent en très grande majorité (86,1 %) en dehors de leur commune de résidence ; ils ne sont donc que 13,9 % à trouver un emploi à Rosnay, et ce taux est stable par rapport à 2006.
Sur cinq ans, le taux de chômage à Rosnay a très fortement progressé, mais reste cependant à un niveau très bas. L'indicateur de concentration d'emploi a été divisé par deux, conséquence de la très importante diminution du nombre d'emplois locaux proposés.

### Entreprises et commerces
Le tableau ci-dessous détaille le nombre d'entreprises implantées à Rosnay en fonction de leur secteur d'activité :
|                                                                 | nombre d’établissements concernés |
| --------------------------------------------------------------- | --------------------------------- |
| TOTAL                                                           | 38                                |
| agriculture                                                     | 14                                |
| industrie                                                       | 1                                 |
| construction                                                    | 6                                 |
| commerce, transport et services divers                          | 14                                |
| administration publique, enseignement, santé, et action sociale | 3                                 |

L'économie de Rosnay est, en 2011, orientée principalement vers l'agriculture  ainsi que vers le commerce-transport-services, ces deux groupes représentant chacun plus du tiers des entreprises. Rosnay est incluse dans l'aire de production du Champagne (AOC).
Le tableau ci-dessous détaille le nombre d'entreprise de Rosnay en fonction de leur taille, exprimée par le nombre de leurs salariés :
|                                       | nombre d’établissements concernés |
| ------------------------------------- | --------------------------------- |
| TOTAL                                 | 38                                |
| établissements sans salarié           | 22                                |
| établissements de 1 à 9 salariés      | 16                                |
| établissements de 10 salariés ou plus | 0                                 |

Aucune entreprise de plus de 9 salariés n'est présente à Rosnay en 2011.

## Culture et patrimoine

### Lieux et monuments

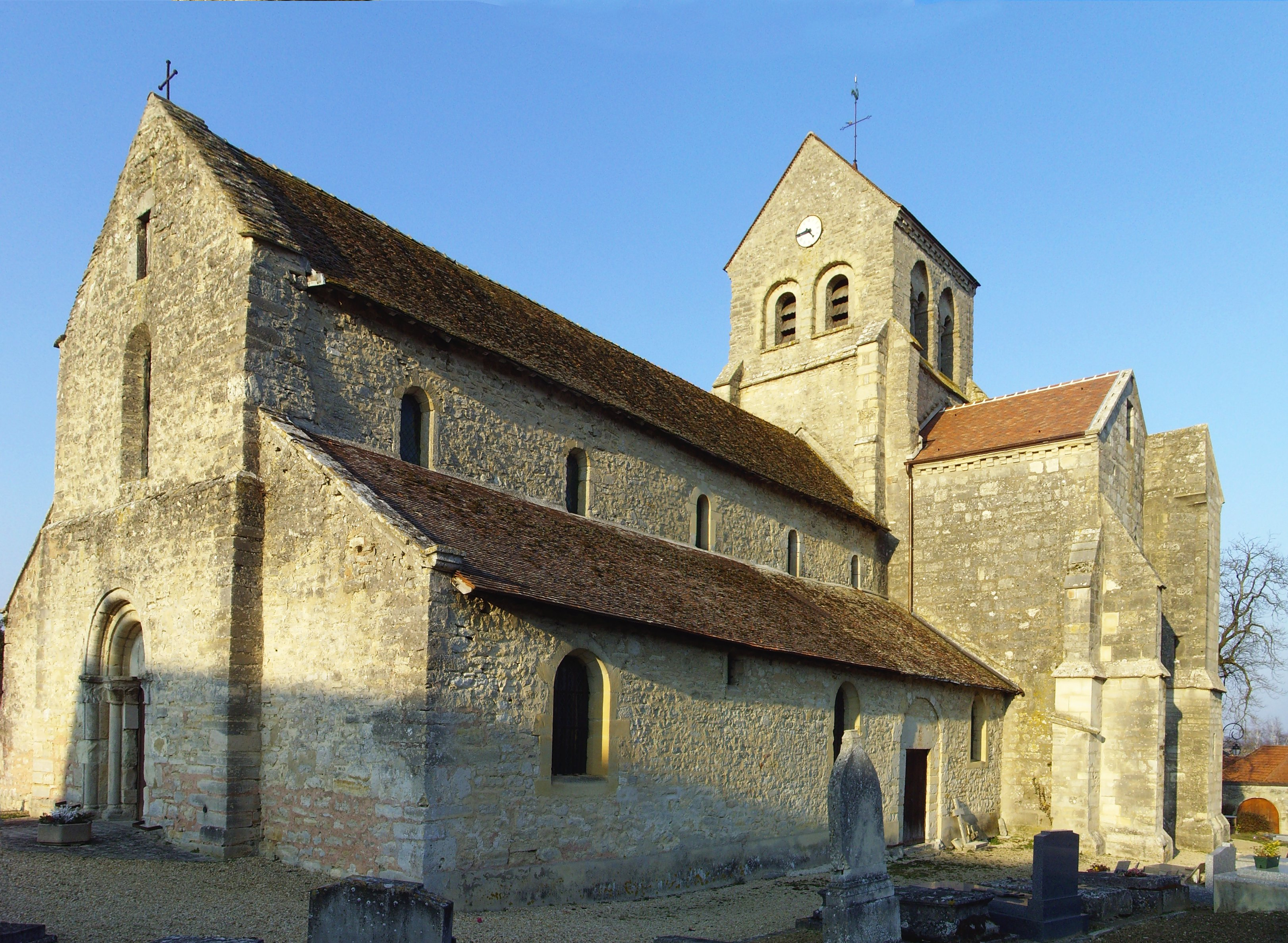
L'église Notre-Dame.

- L'église Notre-Dame-de-Rosnay est classée monument historique[36]. Elle renferme des objets également classés MH, notamment une statue du XIVe siècle représentant la Vierge à l'Enfant assise[37], une plaque funéraire du XIXe siècle[38] et une statue de saint Jean-Baptiste du XVIe siècle[39].
- Le château de Rosnay à Rosnay.

### Patrimoine naturel
Rosnay est proche du parc naturel régional de la Montagne de Reims.

### Personnalités liées à la commune
- La famille Berbier-du-Metz a acheté le comté de Rosnay dans l'Aube (Rosnay-L'Hôpital). Rosnay dans l'Aube est à distinguer de Rosnay dans la Marne[40].
- Théodore Dubois (1837-1924), organiste, compositeur, directeur du Conservatoire de Paris y est né.
- Raoul Petouille (1894-1978), coureur cycliste, y est né.
- Charles Éboué (1924-2013), résistant et pilote de ligne français y a résidé de nombreuses années.